# Sjöröveri i Guineabukten

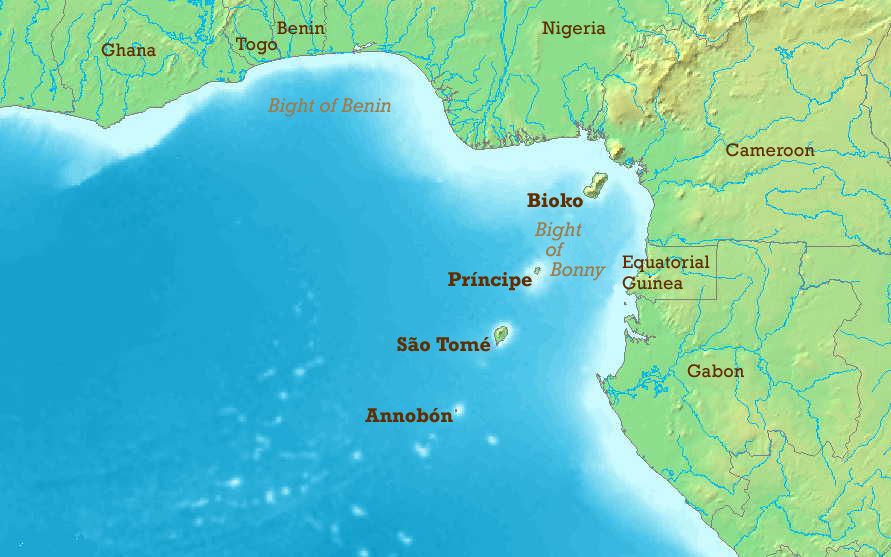
Guineabukten.

Guineabukten söder om Västafrika har i modern tid härjats av sjöröveri, som bland annat haft sin bas i Nigeria och Ekvatorialguinea. Det är framför allt mindre fartyg i oljeindustrin som drabbas av stölder och kidnappning. Under perioden 1 januari-15 oktober 2007 nedtecknades 26 piratattacker.
Sjöröveriet är framför allt vanligt i området kring Nigerdeltats i sydöstra Nigeria, centrum för oljeutvinningen. Kidnappningar och mindre anfall i området har ökat som ett resultat av ökande oro mellan invånarna, staten och oljebolagen. Andra orsaker anses vara svaga brottsbekämpande myndigheter och flera farleder.

## Plats för attacker
Bland platserna i Nigeria som ofta angripits finns:
- Lagos, Lagos[3]
- Bonny Island, Rivers[3]

## Attacker per år
- 2003 - 39[4]
- Första halvan av 2004
- 2007 - 56[4] - 13[5]
- 2008 - 40[6]

## Kronologi över utvalda attacker
- 4 januari 2009: Pirater kapar det franska skeppet Bourbon Leda med fem nigerianer, två ghananer, en kamerunier och en indonesier ombord. Frigivning 7 januari 2009.[7]
- 21 januari 2009: Beväpnade personer anfaller dieseltankerfartyget MT Meredith och kidnappar en rumän, som släpps fri en dag senare.[8]
- 23 januari 2009: Rebeller stjäl föremål från Exxon-tankerfartyget MV Ngoni. De stjäl även en bogserbåt.[6]
- 21 april 2009: Rebeller anfaller det turkiska skeppet Ilena Mercan och kidnappar två medlemmar ur besättningen.[9]
- 24 november 2009: Pirater kapar Liberia-registrerade Cancale Star utanför Benin och dödar en ukrainsk officerare, och plundrar sedan fartyget.[10]
- 1 december: Ganas flotta avlyssnar det kapade oljetankerfartyget African Prince en vecka efter att det stulits. Piraterna flyr, efter att ha dödats skeppskocken.[11]
- 13 mars 2010: En kinesisk fiskebåt kapas utanför Bakassihalvön, Kamerun. Sju fiskare förs bort. Kidnapparna kräver en lösesumma, och släpper sedan fiskebåten och passagerarna den 18 mars 2010.[12]
- 23 september 2010: Tre fransmän kidnappas från ett fartyg som tillför företaget Bourbon utanför Nigerias kust.[13]

### Fotnoter
1. ↑  Maliti, Tom (16 oktober 2007). ”Piracy Off Somalia's Coast Increases”. Associated Press, via ap.google.com. Arkiverad från originalet den 19 oktober 2007. https://web.archive.org/web/20071019070212/http://ap.google.com/article/ALeqM5j8fTJYY72y2dgcyR2QGlMueG7tQwD8SAH3500. Läst 17 oktober 2007.
2. ↑  Ikelegbe, Augustine (6 mars 2005). ”The Economy of Conflict in the Oil Rich Niger Delta Region of Nigeria” (pdf). Nordic Journal of African Studies "14" (2):  ss. 208–234. Arkiverad från originalet den 26 juli 2014. https://web.archive.org/web/20140729194859/http://www.njas.helsinki.fi/pdf-files/vol14num2/ikelegbe.pdf. Läst 17 oktober 2007.
3. 1 2  ”Weekly Piracy Report 9-15 October 2007”. Summary of Piracy Reporting Centre report. International Maritime Bureau. Arkiverad från originalet den 11 oktober 2007. https://web.archive.org/web/20071011013534/http://www.icc-ccs.org/prc/piracyreport.php. Läst 17 oktober 2007.
4. 1 2  ”Sea piracy hits record high”. CNN.com (Time Warner). 28 januari 2004. http://www.cnn.com/2004/WORLD/asiapcf/01/27/pirates/index.html. Läst 17 oktober 2007.
5. ↑  ”Piracy report says Nigerian waters the most deadly”. IRIN (Office for the Coordination of Humanitarian Affairs). 24 april 2004. http://www.irinnews.org/report.aspx?reportid=50843. Läst 17 oktober 2007.
6. 1 2  http://lite.alertnet.org/thenews/newsdesk/LN199150.htm
7. ↑  http://www.lloydslist.com/ll/news/gunmen-free-bourbon-leda/20017605020.htm
8. ↑  https://web.archive.org/web/20090125180629/http://www.google.com/hostednews/afp/article/ALeqM5iRAh8PCexNo8vcWP-zmnHQ24RisQ
9. ↑  http://www.alertnet.org/thenews/newsdesk/LL91941.htm
10. ↑  Pirates kill seaman in W. Africa tanker attack
11. ↑  Nigeria: Ghana Returns Oil Tanker After Pirate Attack
12. ↑  ”FACTBOX - Attacks in the Gulf of Guinea”. Arkiverad från originalet den 4 maj 2010. https://web.archive.org/web/20100504121807/http://in.reuters.com/article/idINLDE62H0UA20100318. Läst 29 juli 2011.
13. ↑  ”Three French crewmen kidnapped in Nigeria attack”. Arkiverad från originalet den 18 mars 2012. https://web.archive.org/web/20120318215308/http://news.asiaone.com/News/AsiaOne+News/World/Story/A1Story20100923-238637.html. Läst 29 juli 2011.